# KkStB 33
Die Dampflokomotivreihe kkStB 33 waren Güterzug-Schlepptenderlokomotiven der kkStB, die ursprünglich
von der Kaiserin Elisabeth-Bahn (KEB) stammten.

## Geschichte
Die KEB beschaffte 1860 bis 1863 32 Stück dieser dreifach gekuppelten Maschinen von Sigl in Wien (später Wiener Neustädter Lokomotivfabrik) und von der Lokomotivfabrik der StEG.
Zusätzlich wurden 1866 drei Exemplare von der Werkstätte der KEB gebaut, womit sich eine Gesamtanzahl von 35 Stück ergibt.
Im Unterschied zu anderen Dreikupplern vertraute der Chefingenieur der KEB, Johann Zeh, dem Innenrahmen.
Dass er recht hatte, bewiesen in den folgenden Jahrzehnten die Probleme mit den Maschinen, die Außenrahmen und Hallsche Kurbeln besaßen.
1881 bis 1895 erhielten die Maschinen neue Kessel. Die Tabelle zeigt aber die Werte der Ursprungskessel.
Nach der Verstaatlichung wurden 32 Maschinen als kkStB 33 eingeordnet, aber schon alle vor 1918 ausgeschieden.